# Ertan Adatepe
Ertan Adatepe (* 1. Januar 1938 in Ankara) ist ein ehemaliger türkischer Fußballspieler. Mit 126 Toren in 284 Spielen belegt Adatepe den 18. Platz in der Liste der erfolgreichsten Torschützen der Süper Lig.

## Karriere
Ertan Adatepe spielte in seiner Karriere als Stürmer für Galatasaray Istanbul, MKE Ankaragücü, PTT und Göztepe Izmir. In den Jahren 1966 (20 Tore) und 1967 (18 Tore) wurde Adatepe Torschützenkönig der. Adatepe ist mit 77 Liga-Toren der erfolgreichste Torschütze in der Vereinsgeschichte von MKE Ankaragücü.
Für die türkische Fußballnationalmannschaft kam Adatepe einmal zum Einsatz.